# Arena Carioca 3
Arena Carioca 3 é um estádio coberto localizado no Parque Olímpico na Barra Olímpica, na zona oeste do município do Rio de Janeiro, Brasil. O local foi a sede dos torneios de taekwondo e esgrima nos Jogos Olímpicos de Verão de 2016, bem como de judô nos Jogos Paraolímpicos de Verão de 2016. A Arena Carioca 3 será transformada após os jogos para se tornar uma escola de esportes.
Depois dos Jogos, a Arena era planejada para se transformar no maior Ginásio Experimental Olímpico (GEO) da cidade, para 850 alunos em horário integral, que será de uma escola vocacionada para o esporte com laboratórios de ciências e mídias e duas salas multiuso. As modalidades esportivas oferecidas serão judô, lutas, tênis de mesa, futsal, badminton, basquete, handebol, vôlei, natação e atletismo. Uma pista de atletismo também será construída atrás da Arena Rio. Nos anos seguintes foi usada pela prefeitura para dar aulas esportivas para crianças e como um centro de vacinação durante a pandemia de COVID-19, mas só em dezembro de 2022 começou a ser propriamente reformada para se tornar uma escola, o Ginásio Educacional Olímpico Isabel Salgado.